# Lehvaz
Lehvaz (in armeno Լեհվազ) è un comune di 605 abitanti (2010) della Provincia di Syunik in Armenia.